# Jean-Bruno Pastorello
Pour les articles homonymes, voir Pastorello.
Jean-Bruno Pastorello, né le 9 octobre 1972 à Toulouse, est un pilote français professionnel de motomarine (jet-ski), chef d'entreprise et manager de sa propre écurie, le team Pastorello Compétition. Il est aussi pilote officiel Kawasaki.

## Biographie
Depuis son plus jeune âge, Jean-bruno est un sportif accompli puisqu'il a pratiqué le rugby et le ski alpin à haut niveau. C'est en 1989 que Jean-Bruno s'initie au jet-ski, puis en 1995 qu'il décide de se lancer dans la compétition.

## Palmarès
- Champion du Monde
  - 2017
    - IJSBA, Thai Airways International JET SKI WORLD CUP, Pro-Am Endurance
    - IJSBA, Endurance World Championships, Open Class (Martinique & Maroc)
    - IJSBA, Blowsion World Final, Endurance Runabout Open (Lake Havasu,USA)

  - 2016
    - ISJBA, Russky Offshore, Russie

  - 2015
    - ISJBA, Russky Offshore, Russie

  - 2013
    - UIM, Russky Offshore, Russie

  - 2011
    - IJSBA, Euro Africa Jet

  - 2010
    - UIM, Rally Jet, Karujet (Guadeloupe)

  - 2009
    - IJSBA, Jet Raid, Brésil  - UIM, Offshore, Cavalaire

  - 2007
    - IJSBA, Jet Raid, Pérou

  - 2005
    - Super Cross, Lake Havasu (USA)
- Vice-champion du monde
  - 2018
    - IJSBA, Thaï Airways International JET SKI WORLD CUP, Pro-Am

  - 2012
    - Jetracer Russky, Russie
- Champion d'Europe
  - 2016
    - UIM, Endurance, Solenzara (Corse)

  - 2011
    - UIM, Rally Jet
- Champion de France
  - 2016
    - Championnat de France, endurance

  - 2015
    - Championnat de France, endurance

  - 2014
    - Championnat de France, endurance

  - 2012
    - Tour de Corse
- Trophées classiques
  - 2017
    - 300 Miles, Lake Havasu (USA)
    - Jet Raid, Grèce

  - 2016
    - 300 Miles, Lake Havasu (USA)

  - 2015
    - 300 Miles, Lake Havasu (USA)
    - Jet Raid, Grèce

  - 2014
    - Jet Raid, Grèce

  - 2013
    - 300 Miles, Lake Havasu (USA)
    - Jet Raid, Grèce

  - 2012
    - Jet Raid, Grèce
    - 300 Miles, Lake Havasu (USA)

  - 2011
    - Jet Raid, Grèce
    - 300 Miles, Lake Havasu (USA)